# ベネジクト液
ベネジクト液（ベネジクトえき、Benedict's reagent）とは、還元性を持つ糖である還元糖（グルコース、麦芽糖、乳糖、果糖、ガラクトースなど）を検出するために用いられる指示薬である。ベネディクト液（ベネディクトえき）、ベネジクト溶液(ベネジクトようえき)、ベネジクト試薬（ベネジクトしやく）ともいう。名称は開発者のスタンレー・ロシター・ベネディクトに由来する。

## 概要
1911年にアメリカの化学者スタンレー・ロシター・ベネディクトが、糖尿病の診断用に開発した。
現在では家庭における糖尿度の簡易測定用、学校では理科の実験用として使われている。
還元性を持つ糖を含む試料に同試薬を加えて加熱すると、酸化銅(I)の赤褐色沈澱を生じることから、糖検出に用いられる。
同じような性質を示す物質にフェーリング液があるが、ベネジクト液は糖以外の物質（尿素）に反応しないことと、長期保存に耐えられる点で秀でている。（反対に、フェーリング液はベネジクト液よりも反応が鋭敏である。）
なお、特に強い還元剤と反応する場合等の特定の条件が揃った場合に限り、一度生成した酸化銅(I)がさらに還元されて金属銅となり、反応容器壁に銅鏡が生成する。これを特に銅鏡反応ということがある。

## 性質
- 青色をした液体の試薬である。アルカリ性。
- 試料(液体)に滴下して加熱すると、還元性の糖を含む場合は反応し、酸化銅(I)の沈殿を生じる。
- 反応色は、試料中の糖濃度により黄緑～赤褐色と多様である。

## 定量化
糖濃度の異なる複数の変色液を作っておく、あるいは比色表を用いれば、試料の糖濃度を(ある程度ではあるが)定量化することができる。

## 調製方法
ベネジクト液は容器入りのものが市販されているが、試薬を調合して調製することも出来る。
以下は、1000ccのベネジクト液を作成する場合の調製方法である。
A液の調製
1. 無水炭酸ナトリウム 100gとクエン酸ナトリウム193gを、800ccの熱湯に溶かす。
2. 冷ました後に濾過し、水を50cc加える。

B液の調製
硫酸銅(II) 17.3gを水100ccに溶かす。
ベネジクト液の調製
A液に、B液を徐々に加えながらかき混ぜる。加え終えたら、さらに水50ccを加える。

## 反応
この試薬は、銅(II)イオンが還元糖のアルデヒド基を酸化してカルボキシル基とし、それにともない自身は還元されて酸化銅(I)に変わり沈殿する反応を利用している。